# Les compteurs à zéro
Les Compteurs à Zéro è il decimo album studio del gruppo hardcore punk francese dei Tagada Jones, il genere dell'album si orienta verso un suono più classico della band, abbandonato quasi totalmente nell'album del 2006 Le feu aux poudres; la traccia 3 Une fois de trop ha un video musicale.

## Tracce
1. Les compteurs à zéro – 3:13
2. Désobéir – 2:50
3. Une fois de trop – 3:22
4. Oeil pour oeil – 3:19
5. DIY – 3:10
6. Au nom de tous les siens – 3:07
7. Camisole – 3:25
8. Solution – 2:32
9. Aux urnes – 3:38
10. A Force de courir – 3:43
11. Garde à vue – 2:54
12. Merci – 3:22

## Formazione
- Niko: chitarra ritmica, voce
- Seb: basso
- Stef: chitarra elettrica
- Boiboi: batteria